# Marente Barentsen
Pour les articles homonymes, voir Barentsen.
Marente Barentsen née le 8 janvier 1997, est une joueuse néerlandaise de hockey sur gazon. Elle évolue au poste de milieu de terrain au THC Hurley et avec l'équipe nationale néerlandaise.

## Carrière
- Elle a fait ses débuts en équipe première le 13 octobre 2021 contre la Belgique à Amsterdam lors de la Ligue professionnelle 2021-2022[1].

## Palmarès
- : 1re à la Ligue professionnelle 2020-2021.
- : 2e à la Ligue professionnelle 2021-2022.